# Diedrich Fimmen
Diedrich Fimmen (* 21. März 1886 in Neuende Wohnplatz Schaar; † 24. Dezember 1916 bei Bukarest) war ein bedeutender Klassischer Archäologe.
Nach dem Besuch des Kaiser-Wilhelm-Gymnasiums in Wilhelmshaven bis zum Abitur am 15. März 1905 studierte Fimmen Klassische Philologie, Geschichte und Archäologie an den Universitäten Tübingen, Berlin und Freiburg. Er wurde bei Hermann Thiersch und Ernst Fabricius am 27. Februar 1909 mit der Arbeit Zeit und Dauer der kretisch-mykenischen Kultur promoviert. Danach studierte er noch Klassische Archäologie bei Georg Loeschcke in Bonn und legte im Frühjahr 1910 auch das Staatsexamen für den Höheren Schuldienst ab. 1910–11 erhielt er das Reisestipendium des Deutschen Archäologischen Instituts. 1911/12 leistete er seinen Militärdienst in Strassburg ab. Von Oktober 1912 bis zum Ausbruch des Ersten Weltkriegs war er Assistent an der Abteilung Athen des Deutschen Archäologischen Instituts, zu dessen korrespondierenden Mitglied er 1915 gewählt wurde. Er fiel im Ersten Weltkrieg beim Vormarsch auf Bukarest. Sein bedeutendstes Werk war die seinerzeit grundlegende, posthum herausgebrachte Schrift Die kretisch-mykenische Kultur, die zwei Auflagen erlebte (Berlin/Leipzig: Teubner 1921. ²1924).